# Kleine Anfrage (Deutschland)
Als Kleine Anfrage bezeichnet man eine auf wenige Punkte begrenzte Fragestellung eines Parlamentariers an die Exekutive, beispielsweise eines Bundestagsabgeordneten an die Regierung. Sie ist ein Instrument der parlamentarischen Kontrolle.
In deutschen Parlamenten kommen Kleine Anfragen im Bundestag und in den Landesparlamenten vor, die an die jeweilige Bundes- oder Landesregierung gerichtet sind. Die Fristen für die Beantwortung durch die Regierung liegen zwischen acht Tagen (Hamburg) und sechs Wochen (Hessen), wobei in der Regel keine aufwendigen Recherchen durchgeführt werden. Die Antworten beruhen auf den Fakten, die der Regierung aktuell vorliegen. Kleine Anfragen sind hauptsächlich ein Instrument der Opposition, die damit auch die jeweilige Regierung kontrollieren will; oftmals fordert sie Rechenschaft über bestimmte Handlungen, oder sie will Begründungen, warum bestimmte Maßnahmen nicht ergriffen wurden. Die Große Anfrage ist umfangreicher, fordert eine ausführlichere Antwort und muss oft durch eine Fraktion beantragt werden.

## Kleine Anfragen im Deutschen Bundestag
Der Bundestag regelt die Kleine Anfrage in § 104 der Geschäftsordnung (GO-BT). Ein weiterer Nachweis ist § 75 Abs. 3 GO-BT, in der Kleine Anfragen als Vorlagen i. S. d. § 76 GO-BT definiert werden. Sie müssen von einer Fraktion oder von fünf Prozent der Mitglieder des Bundestages unterzeichnet sein. Die Fragen sind dem Bundestagspräsidenten einzureichen und sollen innerhalb von 14 Tagen schriftlich beantwortet werden. Diese Frist kann nach § 104 Abs. 2 GO-BT im Einvernehmen mit dem Fragesteller verlängert werden.
Bis zum Ende der 18. Legislaturperiode im Jahr 2017 wurden über alle Legislaturperioden hinweg 23.087 Kleine Anfragen an die Bundesregierung gerichtet. Während in der 1. Legislaturperiode noch lediglich 355 Kleine Anfragen gestellt wurden, wurde in der 18. Legislaturperiode der bisherige Höchststand von 3.953 solcher Anfragen erreicht. Die meisten Kleinen Anfragen, die in der 18. Legislaturperiode gestellt wurden, betrafen federführend das Bundesministerium des Innern, auf das 986 solcher Anfragen entfielen. Mit 2.184 Kleinen Anfragen nutzte die Fraktion Die Linke im Bundestag in jener Legislaturperiode am häufigsten dieses Instrument der parlamentarischen Kontrolle, gefolgt von der Bundestagsfraktion Bündnis 90/Die Grünen mit 1.723 Kleinen Anfragen.
Sowohl die Kleinen Anfragen als auch die Antworten darauf werden als Bundestagsdrucksache veröffentlicht. Hinderungsgründe für eine solche Veröffentlichung gibt es nicht.
Das Bundesverfassungsgericht entschied im Juli 2009, die Bundesregierung müsse Kleine Anfragen umfassend beantworten. Nur so könne der Bundestag seine Aufgabe der parlamentarischen Kontrolle effektiv wahrnehmen.

## Kleine Anfragen in den deutschen Landtagen

### Baden-Württemberg
Die Kleine Anfrage ist in Baden-Württemberg in § 61 der Geschäftsordnung des Landtages Baden-Württemberg geregelt. Sie kann von jedem Abgeordneten eingereicht werden und darf höchstens 10 Fragen umfassen. Antwort und Anfrage werden allen Abgeordneten zugeleitet. Wenn innerhalb von drei Wochen keine schriftliche Antwort vorliegt, wird die Anfrage auf die Tagesordnung der nächsten Landtagssitzung gesetzt. Für Abgeordnetenbriefe an Ministerien gilt nach § 61a der Geschäftsordnung dieselbe Frist wie für Kleine Anfragen, die Aufsetzung auf die Tagesordnung erfolgt aber nur auf Antrag des Fragestellers.

### Bayern
Die Geschäftsordnung des Bayerischen Landtages kennt nur allgemein „Schriftliche Anfragen“ auch einzelner Abgeordneter nach § 71. Sofern diese nicht innerhalb von vier Wochen beantwortet werden, kann der Fragesteller nach § 72 Absatz 1 Satz 2 der Geschäftsordnung wählen, ob der Landtagspräsident dies monieren soll oder aber die Anfrage zum nächsten Termin als Anfrage im Plenum gestellt werden soll. Die Antwort auf die Schriftliche Anfrage wird nach § 72 Absatz 2 der Geschäftsordnung nur als Drucksache veröffentlicht, wenn dies der Fragesteller bereits bei der Einreichung der Frage beantragt.

### Berlin
Die Kleine Anfrage war in § 50 der Geschäftsordnung des Berliner Abgeordnetenhauses geregelt und wurde durch die „schriftliche Anfrage“ in derselben Vorschrift ersetzt. Sie kann von einzelnen Abgeordneten gestellt und soll innerhalb von drei Wochen durch den Senat beantwortet werden. Anfrage und Antwort werden vom Präsidenten des Abgeordnetenhauses veröffentlicht.

### Brandenburg
Die Kleine Anfrage ist in Brandenburg in § 58 der Geschäftsordnung des Landtages Brandenburg geregelt und kann auch von einzelnen Abgeordneten gestellt werden. Sie ist gem. § 58 Abs. 3 S. 2 innerhalb von vier Wochen durch die Landesregierung zu beantworten. Bei Überschreiten dieser Frist kann diese nach § 59 der Geschäftsordnung mit Einverständnis des Fragestellers verlängert werden, ansonsten findet eine Erörterung im Plenum statt. Die Antworten auf die Kleinen Anfragen werden nach § 58 Absatz 4 als Landtagsdrucksache verteilt.

### Bremen
Die kleine Anfrage steht in der Bremer Bürgerschaft nur mehreren Abgeordneten zusammen ab Fraktionsstärke zu nach § 29 Absatz 2 der Geschäftsordnung. Der Senat muss innerhalb von fünf Wochen antworten. Die Fragesteller können mit besonderer Begründung eine Fristverkürzung auf drei Wochen beantragen. Umgekehrt kann der Senat Fristverlängerung beantragen.

### Hamburg
Die kleine Anfrage ist in Hamburg in § 19 der Geschäftsordnung der Hamburgischen Bürgerschaft geregelt. Der Senat hat acht Tage Zeit auf diese zu antworten. Anschließend erfolgt eine Verteilung als Drucksache.

### Hessen
Rechtsgrundlage für die Kleine Anfrage auch einzelner Abgeordneter in Hessen ist § 35 der Geschäftsordnung des Hessischen Landtags (GOHLT). Die Frist zur Beantwortung beträgt laut § 35 Abs. 3 GOHLT sechs Wochen mit der Pflicht zur Abgabe eines Zwischenberichtes mit Angabe der Hinderungsgründe im Falle der Nichteinhaltung. In der Regel wird diese Frist von der Landesregierung nicht eingehalten. Ausdrücklich unzulässig sind nach der Geschäftsordnung Kleine Anfragen über Angelegenheiten von nur örtlichem Interesse.

### Mecklenburg-Vorpommern
Rechtsgrundlage für die Kleine Anfrage auch einzelner Abgeordneter in Mecklenburg-Vorpommern ist § 64 der Geschäftsordnung des Landtags von Mecklenburg-Vorpommern. Die Frist zur Beantwortung beträgt laut § 64 Absatz 1 der Geschäftsordnung nur zehn Werktage. Die Kleine Anfrage darf höchsten zehn Fragen mit je drei Unterfragen umfassen. Wenn die Anfrage nicht fristgerecht beantwortet wird, ist sie auf Verlangen des Fragestellers auf die Tagesordnung der nächsten Landtagssitzung zu setzen.

### Niedersachsen
Die Geschäftsordnung des Niedersächsischen Landtags kennt für alle Abgeordneten zwei Spielarten der Kleinen Anfrage in Niedersachsen, nämlich in § 46 Kleine Anfragen zur schriftlichen Beantwortung und in § 47: Kleine Anfragen für die Fragestunde. Besondere Fristen für die Beantwortung oder Einschränkungen für das Fragerecht enthält die Geschäftsordnung nicht.

### Nordrhein-Westfalen
Die kleinen Anfragen in Nordrhein-Westfalen sind in § 92 der Geschäftsordnung des Landtags von Nordrhein-Westfalen geregelt. Das Vorgehen der Landesregierung erfolgt gem. § 29 Neufassung der Geschäftsordnung der Landesregierung von Nordrhein-Westfalen. Zur Beantwortung einer kleinen Anfrage ist ein Zeitraum von vier Wochen vorgesehen. Sowohl Fragen als auch Antworten werden gedruckt und  verteilt. Eine Kleine Anfrage darf maximal 5 Unterfragen enthalten.

### Rheinland-Pfalz
Kleine Anfragen als Recht jedes Mitglied des Landtages sind in § 97 der Geschäftsordnung des Rheinland-Pfälzischen-Landtags geregelt. Sie sollen innerhalb von drei Wochen beantwortet werden, in Ausnahmefällen kann diese Frist auf sechs Wochen verlängert werden. Erfolgt keine Antwort, kann die Anfrage zur mündlichen Beantwortung auf die Tagesordnung der nächsten Landtagssitzung gesetzt werden. Eine Kleine Anfrage darf höchstens sieben Einzelfragen enthalten.

### Saarland
Anfragen sind im XI. Abschnitt, § 58 der Geschäftsordnung des Saarländischen Landtages bezeichnet.  Sie werden nicht als 'kleine Anfrage', sondern als Anfrage aufgeführt. Daneben gibt es 'große Anfrage' (XI. Abschnitt, § 59 der Geschäftsordnung des Saarländischen Landtages), die im Gegensatz zur Kleinen Anfrage nicht von einzelnen Abgeordneten, sondern nur von Fraktionen oder mindestens 5 Abgeordneten gemeinsam gestellt werden kann.
Die Frage ist schriftlich beim Landtagspräsidenten einzureichen und kann von jedem Abgeordneten gestellt werden. Die Frage ist an die Exekutive (Regierung) gerichtet und soll ausdrücklich Tatsachen bezeichnen, auf die eine Antwort gefordert wird. Sollten die Bedingungen nicht eingehalten werden, kann die Anfrage vom Landtagspräsidenten zurückgewiesen werden. Erfüllt die Anfrage die Kriterien, wird sie vom Landtagspräsidenten an die Abgeordneten des Parlaments und an die Mitglieder der Regierung übermittelt. Sobald die Antwort der Regierung eingetroffen ist, wird diese den Abgeordneten zugestellt.
Falls innerhalb einer Frist von zwei Wochen keine Antwort der Regierung eingegangen ist, wird der Antragsteller hierüber informiert. Er hat dann die Möglichkeit, die Anfrage auf die Tagesordnung der nächsten Landtagssitzung zu setzen. Hierzu bedarf es eines Antrags der Fragestellers.

### Sachsen
Die kleinen Anfragen in Sachsen sind in § 56 der Geschäftsordnung des Sächsischen Landtags geregelt. Danach kann jeder Abgeordnete Kleine Anfragen mit bis zu 5 Einzelfragen stellen. Wird die Anfrage nicht binnen vier Wochen beantwortet, setzt der Präsident auf Verlangen des Fragestellers die Anfrage auf die nächste Tagesordnung des Landtags. Sowohl Fragen als auch Antworten werden gedruckt und verteilt.

### Sachsen-Anhalt
Die kleinen Anfragen zur schriftlichen Beantwortung in Sachsen-Anhalt sind in § 44 der Geschäftsordnung des Landtages von Sachsen-Anhalt geregelt. Danach kann jeder Abgeordnete Kleine Anfragen  stellen. Wird die Anfrage nicht binnen eines Monats beantwortet, setzt der Präsident die Anfrage auf die nächste Tagesordnung des Landtags, sofern der Fragesteller nicht darauf verzichtet. Die Antwort wird als Landtagsdrucksache verteilt. Daneben gibt es noch kleine Anfragen für die Fragestunde nach § 45 der Geschäftsordnung.

### Schleswig-Holstein
Kleine Anfragen werden in § 36 der Geschäftsordnung des schleswig-holsteinischen Landtages geregelt.
Die Fragen müssen kurz und sachlich gefasst sein und dürfen sich nur auf einen Gegenstand beziehen. Sie sind innerhalb von zwei Wochen schriftlich zu beantworten. Wird die kleine Anfrage nicht innerhalb der gesetzten Frist beantwortet, so muss sie der Präsident des Landtages auf Verlangen des Fragestellers auf die Tagesordnung der nächsten Tagung des Landtages setzen. Kleine Anfragen und die Antworten werden den Abgeordneten zugestellt.
Öffentlich sind sie über das Landtagsinformationssystem zugänglich.

### Thüringen
Die kleinen Anfragen in Thüringen sind in § 90 der Geschäftsordnung des Thüringer Landtags geregelt. Danach kann jeder Abgeordnete Kleine Anfragen stellen. Die Anfragen dürfen sich nur auf einen bestimmten Sachverhalt beziehen und müssen so formuliert sein, dass sie von der Landesregierung in kurzer Form beantwortet werden können. Wird die Anfrage nicht binnen sechs Wochen beantwortet, setzt der Präsident auf Verlangen des Fragestellers die Anfrage auf die nächste Tagesordnung des Landtags. Sowohl Fragen als auch Antworten werden gedruckt und verteilt.